# Алекперов, Алескер Гаджи Ага оглы
Алеске́р Гаджи Ага оглы́ Алекпе́ров (азерб. Ələsgər Hacıağa oğlu Ələkbərov; 1910—1963) — азербайджанский, советский актёр. Народный артист СССР (1961).

## Биография

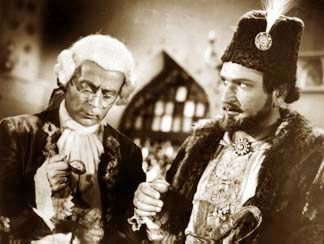
Алескер Алекперов (справа) в роли Фатали хана. Кадр из фильма «Фатали хан»

Алескер Алекперов родился 15 ноября 1910 года (по другим источникам — 26 марта) в Баку.
В 1927—1930 годах учился в Бакинском театральном техникуме (ныне Азербайджанский государственный университет культуры и искусств).
Сценическую деятельность начал в 1927 году в Бакинском Рабочем театре (ныне Азербайджанский государственный русский драматический театр имени Самеда Вургуна.
В 1930—1933 годах выступал на сценах Тифлисского азербайджанского и Гянджинского драматических театров, куда был переведён Бакинский Рабочий театр.

С 1933 года и до конца жизни — актёр Азербайджанского драматического театра имени М. А. Азизбекова, где его основными ролями были Отелло («Отелло» У. Шекспира) и Вагиф («Вагиф» С. Вургуна). Только роль Вагифа на сцене театра исполнил свыше 500 раз. 

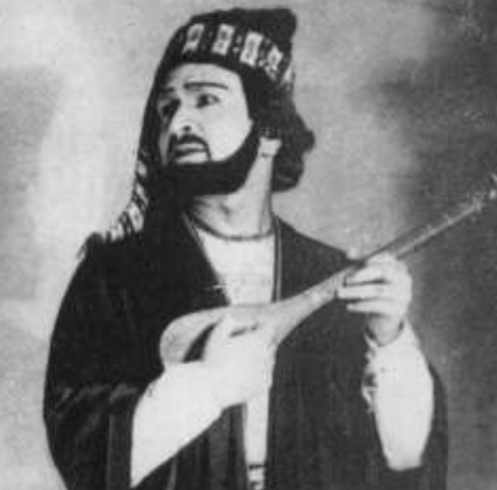
Алескер Алекперов в роли Вагифа

Сниматься в кино начал в 1927 году, сыграв роль Гасана в художественном фильме «Дом на вулкане» (1928). Исполнитель роли правителя Кубинского ханства Фатали-хана в одноимённом фильме. Другая известная роль — председатель колхоза в фильме «Великая опора».
Член ВКП(б) с 1944 года. Депутат Верховного Совета СССР 6 созыва.
Скончался 31 января 1963 года в Баку. Похоронен на Аллее почётного захоронения.

### Семья
- Жена — Окума Курбанова (1913—1988), актриса театра и кино. Народная артистка СССР (1965).
- Дочь — Наиля.

## Награды и звания
- Заслуженный артист Азербайджанской ССР (1938)
- Народный артист Азербайджанской ССР (1940)[4]
- Народный артист СССР (1961)
- Государственная премия Азербайджанской ССР[5]
- Орден Ленина (1949)
- Два ордена Трудового Красного Знамени (1946, 1959)
- Медаль «За доблестный труд в Великой Отечественной войне 1941—1945 гг.»

## Творчество

### Роли в театре
- 1938 — «Вагиф» С. Вургуна — Вагиф
- 1949 — «Отелло» У. Шекспира — Отелло
- «Шах-наме» Н. М. Джанана — Шах-Зеир
- «Макбет» У. Шекспира — Макдуф
- «Ромео и Джульетта» У. Шекспира — Тибальд
- «Фархад и Ширин» С. Вургуна — Фархад
- «Ханлар» С. Вургуна — Ханлар
- «Гатыр Мамед» 3. Халила — Гатыр Мамед
- «Гачах Наби» С. Рустама — Гачах Наби
- «Вешние воды» И. М. Эфендиева — Алхан
- «Джаваншир» М. Гусейна — Джаваншир
- «Верность» В. Рзы — Minnətov
- «Мехеббет» М. А. Ибрагимова — Юсуф
- «1905 год» Д. К. Джаббарлы — Саламов
- «Васса Железнова» М. Горького — Прохор[6]

### Фильмография
- 1928 — Дом на вулкане — Гасан, чернорабочий
- 1930 — Лятиф — председатель колхоза
- 1935 — Шестое чувство — Мухандис Гейдар
- 1936 — Алмас — Фуад
- 1939 — Крестьяне — Гойдамир
- 1940 — Новый горизонт — парторг ЦК Асланов
- 1942 — Сувенир — Аяз
- 1947 — Фатали-хан — Фатали-Хан
- 1956 — Чёрные скалы — Исмаил-заде
- 1958 — Мачеха — Гусейн-даи
- 1958 — Тени ползут — профессор Сардарлы
- 1958 — На дальних берегах — Ферреро
- 1960 — Наследники — падре Агила
- 1960 — Утро — Рагим-бей
- 1961 — Сказание о любви — шейх Амири
- 1962 — Великая опора — председатель колхоза Рустам-киши
- 1965 — Еще двое (короткометражный).

## Память

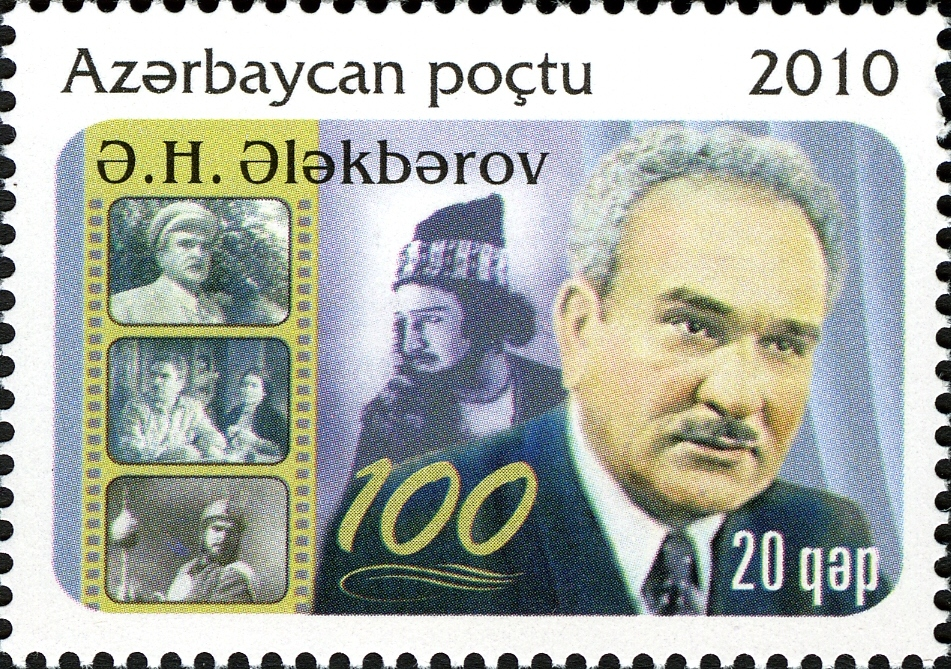
Марка Азербайджана 2010 года, посвящённая 100-летию Алекперова

- В честь А. Алекперова названа улица в Баку.
- В 2010 году в Азербайджане была выпущена марка посвящённая 100-летнему юбилею Алескера Алекперова.[7]